# Den onda dockan 3
Den onda dockan 3 (engelsk originaltitel: Child's Play 3: Look who's stalking) är en amerikansk skräckfilm från 1991 med Brad Dourif och Justin Whalin i huvudrollerna.

## Handling
Åtta år har gått sedan Chucky för andra gången återuppstod och försökte besitta Andys kropp. Nu har företaget Play Pals efter dålig publicitet om dockan återigen börjat tillverka Good Guy-dockorna. En ny version av dockorna släpps, och Chuckys kvarlevor återanvänds. Men kvarlevorna innehåller seriemördaren Charles Lee Rays själ och snart är Chucky återupplivad. Chucky ges till företagsägaren Mr Sullivan som han senare stryper till döds. Han använder sedan en dator för att kunna spåra Andy.
Efter att fortfarande ha problem med sitt förflutna om Chucky, har 16-årige Andy Barclay hamnat på militärskolan Kent Military Academy efter att inte ha kunnat komma till något fosterhem. Skolans kommendör Cochran registrerar honom och ber Andy att glömma sina fantasier angående dockan. Andy blir vän med kadetterna Harold Aubrey Whitehurst, Ronald Tyler och Kristin DeSilva som han senare har ett förhållande med. Han träffar också Brett C. Shelton, en löjtnant som mobbar kadetterna.
Kort efter att Andy har kommit till skolan blir den unge pojken Tyler ombedd att lämna ett paket i Andys rum. Tyler upptäcker att inuti paketet finns en Good Guy-docka och blir nyfiken så han tar den till källaren för att öppna lådan, men då bryter Chucky sig ut ur lådan. Chucky kommer ihåg att han kan besitta den första personen som känner till hans identitet, (och med en ny kropp) berättar han för Tyler om sin hemlighet. Men när Chucky ska besitta Tyler blir han störd av Cochran som slänger honom i sopbilen. Chucky flyr genom att lura in chauffören i bilens kompaktor och krossar honom. 
På natten attackerar Chucky Andy och berättar sina planer om att besitta Tyler. Innan Andy kan attackera Chucky kommer Shelton in och tar dockan. Andy försöker ta tillbaka dockan men Shelton kommer på honom. Sedan försvinner dockan, och Shelton misstänker att någon stulit den. Han tvingar kadetterna att göra övningar på bakgården som bestraffning.
Andy försöker förgäves varna Tyler angående Chucky. Samma dag lurar Chucky in Tyler i en kurragömmalek i Cochrans kontor där han försöker besitta Tyler igen. Men han blir störd av DeSilva och lite senare Cochran. Cochran stöter på den knivviftande Chucky och mötet ger honom en chock som gör att han dör i en hjärtinfarkt. Chucky dödar senare den småelake frisören Sergeant Botnick genom att hugga halsen av honom med ett rakblad.
Trots Cochrans död bestämmer Sgt. Clark att skolans årliga krigsspel ska hållas, med Andy och Shelton i samma lag. I hemlighet byter Chucky det röda lagets färgkulor i gevären mot riktiga kulor. När spelet börjar tvingar Chucky Tyler att stanna så att han kan besitta honom. Tyler hugger honom i axeln med en fickkniv och flyr samtidigt som han försöker hitta Andy. Chucky anfaller DeSilva och håller henne som gisslan i ett försök att lura båda lagen att slåss mot varandra för att rädda henne. Chucky tvingar Andy att byta Tyler mot DeSilva.
Det röda laget dyker upp och avfyrar omedvetet sina riktiga kulor och Shelton dör i korselden. I kaoset flyr Tyler och innan han tar upp jakten kastar Chucky en granat mot kadetterna. Whitehurst ser faran och hoppar på granaten och offrar sig själv för att rädda de andra.
Jakten leder till ett spökhus på en festival. Tyler försöker be vakten att skydda honom men Chucky dödar vakten och kidnappar Tyler. I eldstriden skjuter Chucky DeSilva i benet och Andy står kvar för att kämpa mot Chucky ensam. När Tyler slås medvetslös ser Chucky tillfället att besitta honom men Andy skjuter honom upprepade gånger. I sitt raseri försöker Chucky strypa Andy, men Andy använder Tylers fickkniv för att hugga av Chuckys hand vilket gör att han faller mot sin död i en enorm fläkt som hugger honom i bitar.
Senare blir Andy förd till polisen för att bli förhörd medan DeSilva blir körd till sjukhus och Tylers öde blir okänt.

## Tagline
Se vem som förföljer dig!
Det kommer en tid då vi måste slänga bort våra leksaker. Men det finns en leksak som inte vill bli bortslängd!

## Om filmen
Filmen regisserades av Jack Bender och är 91 minuter lång. Detta är den tredje delen i en serie som påbörjades om dockan Chucky och hans försök att återfå en mänsklig kropp. Filmen följer tvåans genrebyte och är fylld med ännu fler komiska inslag istället för att vara renodlad skräck. I en av Chuckyfilmerna slänger Chucky ner ett spädbarn på ett järnvägsspår när tåget kommer. Två 10-åriga pojkar från England såg filmen och kidnappade sedan en 2-årig pojke och gjorde samma sak som Chucky.[källa behövs]

### Övriga filmer i serien
- Den onda dockan (1988)
- Den onda dockan 2 (1990)
- Bride of Chucky (1998)
- Seed of Chucky (2004)
- Chucky (2009)

## Rollista (i urval)
- Justin Whalin - Andy Barclay
- Perrey Reeves - Kristen De Silva
- Brad Dourif - Charles Lee Ray